# نازک‌مرغ گلونواری
نازک‌مرغ گلونواری (نام علمی: Apalis thoracica) نام یک گونه از سرده نازک‌مرغ است.